# Петар Глигоровски
Петар Глигоровски (Перица Глигоровић; Скопље, 7. фебруар 1938 — Скопље, 4. децембар 1995) био је аутор стрипова, графичар, академски сликар, фотограф и редитељ и сценарист анимираних филмова који је стварао у више центра бивше Југославије (претежно у Београду и Загребу, касније поставши еминенција незваничне „Скопске школе анимираног филма“), створивши 4 завршена краткометражна анимирана филма.

## Биографија
Образован као академски сликар у Београду и аниматор у Загребу, 1960их ствара серију дечјих анимираних филмова за ТВ Скопље. У филмовима аутора израђених од 1971. до 1985. третирају се теме извучене из извора као што су грчки и словенски паганизам, ерос и философија антике, Стари и Нови завет, тема рата (универзални архетипи и иновативни прилази изложени уграђеним документарним кадрима).
Сама тематологија изражава прерушавање праисконског кроз конкретни цивилизацијски лајтмотив потпуно прерађен својевољном интерпретацијом. Стилски израз, неприкосновено позно модернистички, је полихроматски, динамичан, вишеслојевит. Од почетка 1980-их окреће се доктриналном антикомунизму и после сукоба са тадашњим властима, иде у кратки егзил у Француској. Награђиван највишим признањима на филмским фестивалима у Београду, Берлину, Њујорку, Анесију.

## Филмови
- Ембрион Бр. M [мртва веза] (1971), „БФКДФ“ Београд, Посебна диплома за режију
- Феникс [мртва веза] (1976), БМФФ Берлин („Берлинале“), Сребрени Медвед  Архивирано на веб-сајту  (11. фебруар 2009)"; Анеси, „Grand Prix“
- Адам: 5 до 12 [мртва веза] (1977), „БФКДФ“ Београд, „Златна Медаља Београд“
- А [мртва веза] (1985)